# مقولۀ دستوری
در زبان‌شناسی، یک مقولهٔ دستوری، یک ویژگی از عناصر درون دستور یک زبان است. در هر مقوله، دو یا چند ارزش ممکن وجود دارد، که معمولاً به صورت متقابل انحصاری هستند. مقوله‌های دستوری که معمولاً با آن‌ها مواجه می‌شویم شامل موارد زیر است:
- حالت دستوری، با توجه به نقش متفاوت است.
- جنس دستوری، با مقادیری مانند مرد، زن، جان‌دار، بی‌جان، خنثی و مقادیر عمومی تر.
- شمار دستوری، متفاوت است با توجه به تعداد چیزها.
- زمان دستوری، با توجه به زمان انجام عمل در حال یا آینده یا گذشته.
- نمود، با توجه به مدت زمانی که یک عمل انجام می‌شود، یا تکرار شده یا همیشگی است، متفاوت است.
- وجه دستوری، بر اساس روش یا نگرش گوینده نسبت به عمل متفاوت است.

گرچه استفاده از اصطلاحات از نویسنده‌ای به نویسنده دیگر متفاوت است، باید بین مقوله‌های دستوری و مقوله‌های واژگانی تمایز قائل شد. مقوله‌های واژگانی (که به عنوان مقوله‌های نحوی نیز شناخته می‌شوند) عمدتاً با اجزای سخن در دستور سنتی مطابقت دارند و به نام‌هایی مانند اسم، صفت و غیره اشاره دارند.
نقش دستوری، روابط بین واژگان و گروه‌ها با اجزای سخن خاص را بر اساس موقعیت آنها در درخت نحوی تعریف می‌کنند. نقش‌های سنتی شامل نهاد، مفعول مستقیم و مفعول غیرمستقیم است.

## واژه‌نامه
1. ↑  Syntactic category